# Войни-Шуби-Шляхецькі
Войни-Шуби-Шляхецькі (пол. Wojny-Szuby Szlacheckie) — село в Польщі, у гміні Шепетово Високомазовецького повіту Підляського воєводства.
Населення — 74 особи (2011).
У 1975-1998 роках село належало до Ломжинського воєводства.

## Демографія
Демографічна структура станом на 31 березня 2011 року:
|          | Загалом | Допрацездатний вік | Працездатний вік | Постпрацездатний вік |
| -------- | ------- | ------------------ | ---------------- | -------------------- |
| Чоловіки | 36      | 6                  | 26               | 4                    |
| Жінки    | 38      | 4                  | 23               | 11                   |
| Разом    | 74      | 10                 | 49               | 15                   |